# Trillium foetidissimum
Trillium foetidissimum är en nysrotsväxtart som beskrevs av J.D.Freeman. Trillium foetidissimum ingår i släktet treblad, och familjen nysrotsväxter. Inga underarter finns listade.